# Aphyle
Aphyle este un gen de insecte lepidoptere din familia Arctiidae.

Cladograma conform Catalogue of Life:
| Aphyle | \| \| Aphyle affinis \| \| \| \| \| \| Aphyle cuneata \| \| \| \| \| \| Aphyle flavicolor \| \| \| \| \| \| Aphyle onorei \| \| \| \| \| \| Aphyle steinbachi \| \| \| \| |
|        | \| \| Aphyle affinis \| \| \| \| \| \| Aphyle cuneata \| \| \| \| \| \| Aphyle flavicolor \| \| \| \| \| \| Aphyle onorei \| \| \| \| \| \| Aphyle steinbachi \| \| \| \| |
|        | Aphyle affinis |
|        | |
|        | Aphyle cuneata |
|        | |
|        | Aphyle flavicolor |
|        | |
|        | Aphyle onorei |
|        | |
|        | Aphyle steinbachi |
|        | |